# 71-415
71-415は、ロシア連邦の鉄道車両メーカーのウラルトランスマッシュが展開する路面電車車両。車内全体の床上高さを下げた超低床電車である。

## 概要
ウラルトランスマッシュが開発した、車体の片側に運転台や乗降扉（車体右側）が配置されている単行運転を前提としたボギー車。車体の設計にはモジュール構造が採用されており、事故で車体や機器が破損した際も容易に修理や新造部品への交換が可能となっている。
車内は床上高さが370 mmに抑えられており（低床構造）、それに合わせたボギー台車が新規に開発されている。この台車は枕ばねや軸ばねが備わっているため騒音や振動が抑制されている他、修理の容易さにも重点が置かれているのが特徴である。座席配置はクロスシートを基本とするが、車体中央部には2人分のロングシートが存在する。

## 形式
- 71-415 - 71-415の基本形式。2017年に製造され、当初は同年からエカテリンブルク市電で試運転を実施する予定だったが、実際に開始されたのは翌2018年に開催された展示会「イノプロム2018（ИННОПРОМ-2018）」を経た11月以降となった。この試作車を含め、2021年の時点で5両が製造されており、うち2両は各地の路面電車路線での試運転が継続して行われている一方、量産車である3両についてはニジニ・タギルの路面電車であるニジニ・タギル市電へと導入されている、また、2022年の開通が予定されているヴェルフナヤ・ピシュマ市電にも当初導入が検討されていたが、同年2月に別企業の車両を導入する形に変更されたため、この導入予定分の11両についてもニジニ・タギル市電へ納入される事になっている[1][2][3][4][6][7][8][9]。
- 71-415R（71-415Р） - 71-415の機構を基に、車体や内装を20世紀の路面電車車両がモチーフのレトロ調（Ретро）とした形式。全長16.5 m、定員は199人（着席定員30人）で、2020年12月に最初の車両が公開された。その後、2021年にニジニ・ノヴゴロド市電向けに12両の製造が決定し、同年中に全車の納入が完了する予定となっている他、翌2022年にはニジニ・タギル市電に同市300周年を記念した観光用車両として2両が導入され同年8月から運転を開始している[5][10][11]。
- 71-415M（71-415М） - 2023年2月に発表された形式。従来の車両から車体デザインや車内レイアウトが変更されているほか、1ばね・2次ばね双方を設置し回転軸を備えた新開発の台車が搭載され乗り心地の向上が図られている。また、それまで国外メーカーのものも使われていた部品の全てをロシア国内で生産されたものに置き換えている[12][13]。

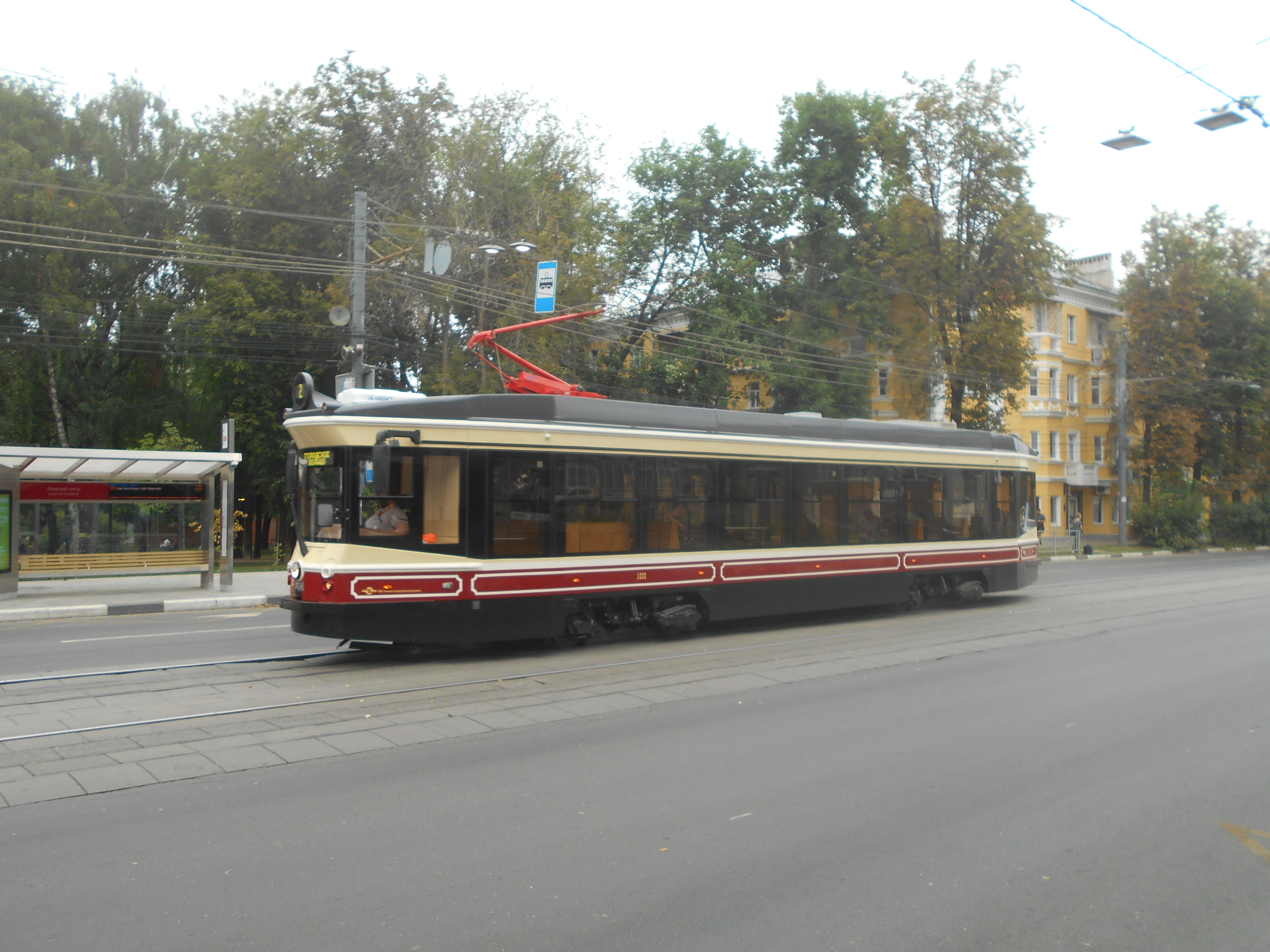
71-415R（2021年撮影）

## 関連形式

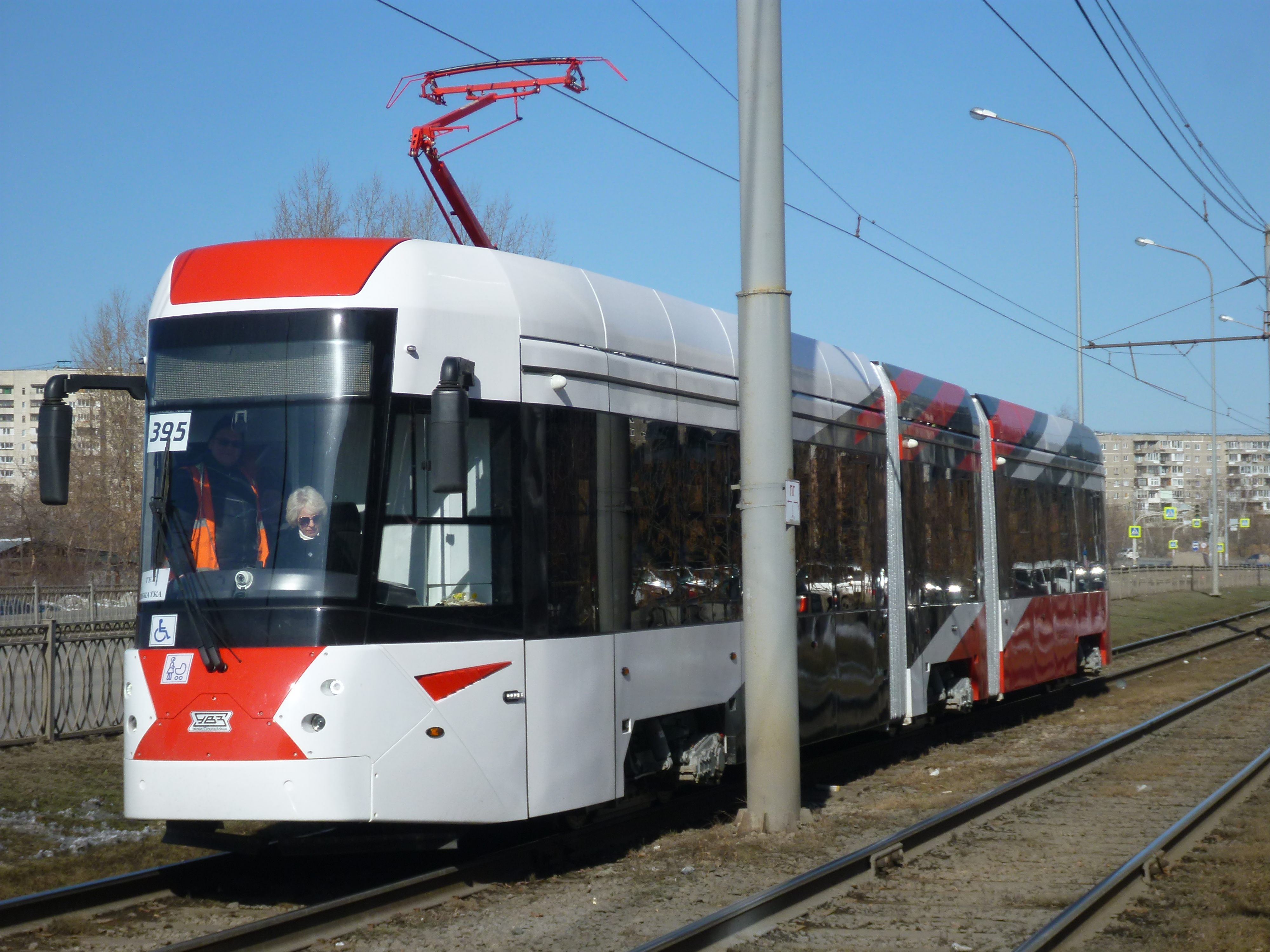
71-418（2020年撮影）

- 71-418（ロシア語版） - 71-415の構造を基に開発された、低床構造を有する3車体連接車[14]。